# 全領域異常解決室
《全領域異常解決室》是富士電視台於2024年10月9日至12月18日播出的「水十」時段電視劇，由藤原龍也主演。
香港由Viu於2024年10月9日起獨家播出。
電影版預計於2026年上映。

## 登場人物

### 主要人物
- 興玉雅（興玉神）：藤原龍也

隸屬於內閣府的被稱為世界最古老調查機構「全領域異常解決室」（簡稱「全決」）的代理室長。
- 雨野小夢（天宇受賣命）：廣瀨愛麗絲[3]

被命令調任至「全決」的警察官。曾任職於警視廳音樂隊護旗隊（簡稱「MEC」），喜愛舞蹈。

### 全領域異常解決室
- 宇喜之民生（宇迦之御魂神）：小日向文世[4]
- 芹田正彥（猿田毘古神）：迫田孝也[4]
- 豐玉妃花（豐玉毘賣命神）：福本莉子[4]
- 村主虎飛矢（少名毘古那神）：名村辰[5]（第3話・第7話 - ）

### 警視廳搜查一課 蛭子神專從班
- 荒波健吾：中山裕介[4]
- 二宮乃乃子（二宮のの子）：成海璃子[4]
- 北野天馬：小宮璃央[4]

### 周邊人物
- 直毘吉道：柿澤勇人[4]

### 其他人物
- 花園伸明：中野剛[6]

### 客串人物

#### 第1話
- 松宮瑠偉：吉村界人
- 駿河美鶴：工藤美櫻
- 松宮日和（松宮ひより）：志田未來

#### 第2話
- 山杉幹夫：林泰文
- 劍持日向：清乃朝姬
- 白石一香：井上音生
- 池神春來：中尾暢樹

#### 第3話
- 常見真紀：山口紗彌加
- 片桐凛太朗：森下能幸
- 真鍋哲：神保悟志
- 古時實：山田Kinuo

#### 第4話
- 柘植朝日：橋本愛實[7]
- 香取吉信：吉田宗洋[7]

#### 第5話
- 生嶋未智：星野真里[8]
- 生嶋未琴（千里眼，市寸島比賣命）：諸林芽衣[8]

#### 第6話
- 大隈邦男（大國主神）：吉田鋼太郎[9]（90年前：米村拓彰[10]）
- 犬塚真澄（八百比丘尼）：關惠美[11]
- 八代路子：原日出子[12]

#### 第7話
- 佃未世（月讀命）：石田光（第7-8話）[13]
- 壽正：野間口徹（第7-9話）[14]

#### 第8話
- 高橋亘来：水石亞飛夢[15]（第8-9話）
- 佃恵真：太田夢莉[16]（幼少期：坪井美綺[17]）
- 遙香：宍戸美和公[18]

#### 第9話
- 古戶沼人志（一言主神）：草野イニ[19]（第9-最終話）
- 佐野速雄（建速須佐之男命）：岩川晴[20]

#### 最終話
- 日野克己（火之迦具土神）：溝端淳平[21][22]
- 大和田光男（大綿津見神）：真壁刀義[22][21]

## 製作團隊
- 劇本：黑岩勉
- 配樂：小西遼
- 片頭曲：清水美依紗「TipTap」（日本環球音樂）[23]
- 片尾曲：TOMOO（IRORI Records / PONY CANYON inc.）[23]
- 製作人：成河廣明、大野公紀
- 導演：石川淳一、根本和政、松山博昭、都築淳一
- 制作協力：共同電視
- 制作著作：富士電視台

## 播出日程
- 第1話加長15分鐘（22:00 - 23:09）。
- 12月4日因播出『2024 FNS歌謠祭』，而停止播出一次。

| 集數                                                                      | 播出日期 | 日文標題 | 中文標題 (Viu) | 導演     | 收視率 |
| ------------------------------------------------------------------------- | -------- | -------- | -------------- | -------- | ------ |
| 第1話                                                                     | 10月09日 |          | 神隱事件       | 石川淳一 | 6.5%   |
| 第2話                                                                     | 10月16日 |          | 集體昏迷       | 根本和政 | 4.5%   |
| 第3話                                                                     | 10月23日 |          | 時間縫隙       | 松山博昭 | 4.9%   |
| 第4話                                                                     | 10月30日 |          | 縊鬼           | 根本和政 | 5.2%   |
| 第5話                                                                     | 11月06日 |          | 千里眼         | 石川淳一 | 5.4%   |
| 第6話                                                                     | 11月13日 |          | 犬神詛咒       | 松山博昭 | 5.2%   |
| 第7話                                                                     | 11月20日 |          | 對眾神宣戰     | 都築淳一 | 5.2%   |
| 第8話                                                                     | 11月27日 |          | 惡靈上身       | 根本和政 | 5.1%   |
| 第9話                                                                     | 12月11日 |          | 真正身份       | 松山博昭 | 4.7%   |
| 最終話                                                                    | 12月18日 |          | 蛭兒現身       | 石川淳一 | 5.3%   |
| 平均收視率 5.2%（收視率由Video Research調查關東地區、家戶的即時統計資料） |          |          |                |          |        |

## 電影
《劇場版 全領域異常解決室》預計於2026年在日本上映，由藤原龍也主演、廣瀨愛麗絲共演。

### 演員列表
- 興玉雅 / 興玉神：藤原龍也
- 雨野小夢 / 天宇受賣命：廣瀨愛麗絲[2]

### 製作人員
- 導演：石川淳一
- 劇本：黑岩勉
- 企劃・製作人：成河廣明
- 發行商：東寶

## 外部連結
- 電視劇官方網站－富士電視台 （日語）
  - 電視劇的X（前Twitter）
  - 電視劇的Instagram帳戶
  - 電視劇的TikTok
- 在Netflix上觀看《全領域異常解決室》

| 日本 富士電視台 週三晚間十點連續劇     | 日本 富士電視台 週三晚間十點連續劇           | 日本 富士電視台 週三晚間十點連續劇 |
| -------------------------------------- | -------------------------------------------- | ---------------------------------- |
|                                        | 全領域異常解決室 （2024年10月9日－12月18日） |                                    |
| 新宿野戰醫院 （2024年7月3日－9月11日） | 問題物件 （2025年1月15日－3月26日）          |                                    |